# Yigoga spinifera
Yigoga spinifera är en fjärilsart som beskrevs av Otto Staudinger 1884. Yigoga spinifera ingår i släktet Yigoga och familjen nattflyn. Inga underarter finns listade i Catalogue of Life.